# Ennio Preatoni
Ennio Preatoni (ur. 11 grudnia 1944 w Garbagnate Milanese) – włoski lekkoatleta sprinter, medalista mistrzostw Europy.
Na igrzyskach olimpijskich w 1964 w Tokio zajął 7. miejsce w finale sztafety 4 × 100 metrów. Zajął 8. miejsce w finale mistrzostw Europy w 1966 w Budapeszcie w  biegu na 200 metrów, a w sztafecie 4 × 100 m był szósty. Odpadł w eliminacjach biegu na 60 metrów na europejskich igrzyskach halowych w 1967 w Pradze. 
Zwyciężył w sztafecie 4 × 100 metrów na uniwersjadzie w 1967 w Tokio, a także na igrzyskach śródziemnomorskich w 1967 w Tunisie. W tych ostatnich zawodach zdobył brązowy medal w biegu na 100 metrów. Odpadł w eliminacjach biegu na 100 metrów na igrzyskach olimpijskich w 1968 w Meksyku, natomiast w sztafecie 4 × 100 metrów zajął w finale 7. miejsce. Na mistrzostwach Europy w 1969 w Atenach zajął 8. miejsce w sztafecie 4 × 100 metrów.
Zdobył brązowy medal w sztafecie 4 × 100 metrów na mistrzostwach Europy w 1971 w Helsinkach (sztafeta biegła w składzie: Vincenzo Guerini, Pietro Mennea, Pasqualino Abeti i Preatoni), a także złoty medal w tej samej konkurencji na igrzyskach śródziemnomorskich w 1971 w Izmirze. Startował w tej konkurencji na igrzyskach olimpijskich w 1972 w Monachium i zajął w finale 8. miejsce.
30 maja 1970 w Madrycie wyrównał rekord Włoch w biegu na 100 metrów wynikiem 10,2 s. W latach 1964–1972 był siedmiokrotnym rekordzistą Włoch w sztafecie 4 × 100 metrów (do wyniku 39,0 s 1 lipca 1972 we Florencji).
Ennio Preatoni był mistrzem Włoch w biegu na 100 metrów w 1968 i 1970.